# Radioåret 2003

## Händelser

### April
- 3 april - SR:s styrelse förordar Joachim Berner som ny VD, men förslaget dras tillbaka efter en vecka, efter omfattande kritik från flera håll.[1]
- 9 april – SR:s styrelse VD Joachim Berner avgår efter kritik från ett 40-tal SR-chefer och fackliga organisationer.[1]

### Maj
- 7 maj – I Sverige avsätts SR:s styrelseordförande Marika Ehrenkrona av kulturminister Marita Ulvskog sedan det kommit fram att avskedade Joachim Berner fått två årslöner som "plåster på såren" i form av 4,9 miljoner SEK.[1]

### September
- 1 september - I Sverige startar reklamradiostationen Lugna Favoriter sändningar i Umeå.
- 22 september - Sveriges Radios SR X utökar sändningstiden och kanalen började sända dygnet runt.

## Radioprogram

### Sveriges Radio
- 1 december - Årets julkalender är Samma gamla visa.[2]

## Avlidna
- 1 februari – Gert Landin, 76, svensk radioprogramledare.
- 25 oktober – Bengan Wittström, 74, svensk radioprogramledare.

### Fotnoter
1. 1 2 3   När Var Hur 2004. DN
2. ↑  ”2003, Samma gamla visa”. Sveriges Radio. http://sverigesradio.se/barn/julkalendrar/2003.stm. Läst 31 augusti 2015.